# Gymnopogon
Gymnopogon P.Beauv. é um género botânico pertencente à família Poaceae, subfamília Chloridoideae, tribo Cynodonteae.

## Sinônimos
- Alloiatheros Raf. (SUS)
- Anthopogon Nutt. (SUS)
- Biatherium Desv.
- Doellochloa Kuntze (SUS)
- Monochaete Doll